# Deluge
Deluge è un client BitTorrent che utilizza la libreria libtorrent scritto in PyGTK.

## Panoramica
Deluge è un programma P2P di file-sharing distribuito sotto licenza GNU GPL completamente compatibile con BitTorrent, che è uno dei più popolari protocolli P2P utilizzato per la diffusione di grandi file ad alta velocità.
Molte funzioni del programma sono disponibili tramite plugin, i quali sono ufficialmente inclusi nel client e possono essere attivati o meno a seconda delle proprie esigenze.
Dalla versione 1.0.0 Deluge è diviso in due parti, il demone che si occupa dei trasferimenti e l'interfaccia grafica. Questo consente di eseguire Deluge in ambienti privi di interfaccia grafica, come ad esempio i server.
Deluge, a detta degli sviluppatori, funziona bene in ambienti desktop che utilizzano GNOME, KDE, XFCE ed altri.

## Caratteristiche principali
- Interfaccia Web per gestione del client da remoto
- Offuscamento del protocollo BitTorrent
- Mainline DHT
- Local Peer Discovery (aka LSD)
- FAST protocol extension
- µTorrent Peer Exchange
- UPnP and NAT-PMP
- Supporto Proxy
- Web seed
- Torrent privati
- Limitazioni generali e per singolo torrent
- Programmazione della banda
- Protezione con Password
- RSS